# You Are Everything
You Are Everything è un brano musicale soul scritto da Thom Bell e Linda Creed. La canzone è stata registrata per la prima volta dal gruppo statunitense The Stylistics e pubblicata nel 1971 come singolo estratto dall'album The Stylistics.

## Tracce
- 7"

1. You Are Everything
2. Country Living

## Versione di Diana Ross e Marvin Gaye
Nel 1974 il brano è stato diffuso come singolo estratto dall'album Diana & Marvin, realizzato in duetto da Diana Ross e Marvin Gaye. 

### Tracce
- 7"

1. You Are Everything
2. Include Me in Your Life

## Altre cover e sample
Un campionamento del brano è presente nella canzone Everything di Mary J. Blige (1997).
La cantante e attrice Jennifer Lopez, per il brano The One (dall'album This Is Me... Then del 2002), ha utilizzato un sample della canzone.
Vanessa L. Williams nel suo album Everlasting Love (2005) ha inserito una cover del brano.
Un sample del brano è presente anche in Kinda Girl for Me di Craig David (dall'album Trust Me del 2007), in Love in This Club Part II di Usher (dall'album Here I Stand del 2008), in Rush dei Leessang (dall'album Leessang of Honey Family del 2002), in Everything di Lil' Cease (dall'album The Wonderful World of Cease A Leo del 1999) e in I Can't Mess With You di Nivea (dall'album Complicated del 2005).